# Phanotea natalensis
Phanotea natalensis là một loài nhện trong họ Zoropsidae.
Loài này thuộc chi Phanotea. Phanotea natalensis được George Newbold Lawrence miêu tả năm 1951.